# Marc-Antoine Le Bret
Pour les articles homonymes, voir Le Bret.
Marc-Antoine Le Bret, né le 2 octobre 1985 à Saint-Brieuc, est un humoriste et imitateur français. 
Il débute en tant qu'imitateur au début des années 2000. À partir de 2011, il devient plus familier du grand public grâce à ses chroniques télévisuelles ou radiophoniques sur France 2, Canal+, C8 ou encore Europe 1. Entre août 2016 et juin 2023, il intervient dans la matinale Le Meilleur des réveils avec sa chronique Le Bret du faux sur RFM. Depuis la rentrée 2023, il tient une chronique quotidienne, intitulée Le Bret king news dans RTL Bonsoir !, la tranche 18h-20h de RTL.
L'humoriste se produit en outre régulièrement sur scène.

## Biographie
[style à revoir]
Il participe régulièrement à des rencontres d'humoristes et autres festivals du rire :
- Les Feux de l'humour de Plougastel, où il a remporté le prix de la Sacem en 2011[1]
- Les vendanges de l'humour à Mâcon en 2011[2].
- Les sommets du rire à Arêches-Beaufort en 2010[3], 2012[4].
- À l'affiche du Montreux Comedy Festival en 2013 et 2014, rassemblement d'humoristes francophones[5].

Marc-Antoine Le Bret se produit avec l'équipe des humoristes d'Europe 1 sur la scène de Bobino de 2011 à 2014.
Il se produit très régulièrement sur la scène parisienne, dans les cafés théâtre à Paris ainsi que dans sa région d'origine, la Bretagne. Ses textes sont écrits par Grégoire Dey et Arsen.
Cabaret - La Main au panier : 2009-2011 ;
Café-Théâtre - Bô Saint Martin de 2012 à 2014, son spectacle s'intitule The Imitator la 1re saison puis Imitator.
Le République en 2015 dans un spectacle intitulé Marc-Antoine Le Bret fait des imitations .
Sa transition vers le monde audiovisuel, Marc-Antoine Le Bret la doit à une personne, Laurent Chandemerle, ainsi qu'à ses passages dans les émissions de Patrick Sébastien.
Premier passage dans une émission de télévision le 26 mars 2011 chez Patrick Sébastien dans Les Années Bonheur.
Ces passages télé font connaître Marc-Antoine Le Bret auprès du producteur des Guignols de l'Info sur Canal+, Yves Le Rolland, qui cherche de nouvelles voix, notamment après le départ de Nicolas Canteloup en septembre 2011.

## Radio et télévision

### Canal+
En 2008, Marc-Antoine Le Bret est repéré par Yves Le Rolland, ancien producteur artistique des Guignols de l'info, par le biais d'une démo[évasif] que Marc-Antoine lui a envoyée, et d'un passage dans Les Années bonheur aux côtés de l'imitateur Laurent Chandemerle. Il est recruté par Les Guignols de l'info en août 2011 pour doubler une nouvelle marionnette, celle de Yann Barthès.
Ensuite, il imite pour Les Guignols de l'info sur Canal+ plusieurs voix, dont celles de David Pujadas, Arnaud Montebourg, Yves Calvi, Cyril Hanouna (dont la marionnette apparait aux Guignols lors de la soirée de rentrée le 27 août 2013).
En février 2017, après six années de collaboration, il quitte Les Guignols où il avait été embauché par Yves Le Rolland, lui-même écarté de Canal+ en juillet 2016,.

### Europe 1
Le 4 juin 2010, Serge Llado diffuse dans On va s'gêner une imitation d'Olivier de Kersauson par Marc-Antoine Le Bret, alors présenté comme « un auditeur de Guingamp ».
En 2012-2013, Marc-Antoine Le Bret intervient quotidiennement sur Europe 1 en compagnie d'Anaïs Petit, dans La folle semaine d'Europe 1. Dans ce rendez-vous, les deux humoristes se renvoient la balle dans un dialogue où l'actualité du jour est passée en revue au travers des personnages imités. Ce rendez-vous est programmé à 9 h 50 dans l'émission sur l'actualité des médias de Jean-Marc Morandini.
En 2013-2014, Marc-Antoine Le Bret intervient toujours sur Europe 1, dans l'émission de Jean-Marc Morandini pour le tweet répondeur, un rendez-vous programmé à 9 h 50 et qu'il mène désormais seul.
De 2014 à 2016, en raison d'un changement de programmation, Marc-Antoine le Bret passe désormais l'après-midi, dans l'émission de Cyril Hanouna, Les Pieds dans le plat avec sa chronique Le Bret du faux dans laquelle il imite des célébrités donnant leur avis sur l'invité du jour.
À la rentrée 2021, Marc-Antoine le Bret intervient au sein de l'émission Culture Médias avec sa chronique "Les stories de Le Bret". Il y imite l'activité sur les réseaux sociaux des célébrités.

### France Télévisions
De septembre à décembre 2011, il anime une chronique dans le talk-show Vendredi sur un plateau présenté par Cyril Viguier sur France 3.
Le 21 avril 2015, il participe au jeu Tout le monde joue avec la mémoire sur France 2.
À la rentrée 2015, Marc-Antoine Le Bret intègre l'émission de Laurent Ruquier On n'est pas couché sur France 2 dans le rôle de l'animateur humoriste. Il succède ainsi à Nicolas Bedos, Jonathan Lambert et Florence Foresti. Sa chronique dans l'émission du 5 septembre 2015 où il imitait Nicolas Bedos est coupée au montage, le public n'ayant pas apprécié le sketch : il y eut trop peu de rires et d'applaudissements. Les semaines suivantes, ses chroniques reprennent normalement et sont applaudies par le public.

### D8
De janvier 2014 à avril 2015, il intervient chaque mercredi dans l'émission Touche pas à mon poste ! de Cyril Hanouna sur D8 lors de sa chronique La Télé de Marc-Antoine Le Bret. Il disparaît de l'émission quelques mois avant la fin de la saison. Il réapparait à la rentrée 2015 sur France 2.[évasif]

### RFM
De août 2016 à juin 2023, il intervient tous les matins dans l'émission Le Meilleur des réveils animée par Élodie Gossuin et Albert Spano sur RFM. Sa chronique, "Le Bret du faux", a le même nom qu'elle avait dans Les Pieds dans le plat.

### RTL
À partir du 28 août 2023, il intervient tous les soirs avec sa rubrique Le Bret King News dans l'émission RTL Bonsoir !
Par la même occasion, il fait ses débuts en tant que sociétaire dans l'émission des Grosses Têtes en tant qu'imitateur à chaque fin d'émission,.

### Synthèse de ses activités audiovisuelles

#### Télévision
- 2011-2017 : Les Guignols de l'info sur Canal+
- 2011 : Vendredi sur un plateau sur France 3
- 2014-2015 : chronique "La Télé de Marc-Antoine Le Bret" dans Touche pas à mon poste ! sur D8
- 2015 : Participant dans Fort Boyard sur France 2
- 2015-2016 : chronique dans On n'est pas couché sur France 2
- 2018-2019 : chronique dans Les Enfants de la télé sur France 2
- 2020 : chronique "Entrée sortie" dans Touche pas à mon poste ! sur C8
- 2022 : candidat de Mask Singer (saison 3) sur TF1
- 2024 : Chronique "Carte blanche" dans Télématin sur France 2.
- 2024 : Mask Singer Spéciale Noël sur TF1 : candidat

#### Radio
- 2012-2013 : chronique "La folle semaine d'Europe 1" dans Le Grand Direct des médias
- 2013-2014 : chronique "Tweet répondeur" dans Le Grand Direct des médias sur Europe 1
- 2014-2016 : chronique Le Bret du faux dans Les Pieds dans le plat sur Europe 1
- 2016-2023 : chronique Le Bret du faux dans Le Meilleur des réveils sur RFM
- 2021-2023 : chronique Les stories de Le Bret dans Culture Médias sur Europe 1
- Depuis 2023 : chronique dans RTL Bonsoir sur RTL
- Depuis 2023 : sociétaire des Grosses Têtes sur RTL.

## Voix imitées
Son répertoire est très large, contenant à ce jour près de deux cents voix. Il imite aussi, en les caricaturant, la gestuelle des personnages croqués. Il a aussi la volonté de se démarquer en allant chercher des voix non imitées chez ses confrères : Cyril Hanouna, Yann Barthès, Vincent Cassel, Cyril Lignac ou encore Lorànt Deutsch. Un choix qu'il précise clairement : pour l'instant, très peu de personnalités politiques et presque aucun chanteur (il imite uniquement la voix parlée d'artistes musicaux comme JoeyStarr, Brigitte Fontaine ou Philippe Katerine). En effet, l'artiste se distingue surtout par ses imitations de personnalités du monde de la télévision, du sport, de la scène ou encore du cinéma. 

## Doublage
- 2023 : Ninja Turtles: Teenage Years : Rocksteady[29],[30]

## Vie privée
Marc-Antoine le Bret est marié à Marie-Ange Casta avec qui il a une fille.